# Raymore (Saskatchewan)
Raymore es un pueblo canadiense situado en la provincia de Saskatchewan.

## Superficie
Raymore tiene una superficie de 2,74 km².

## Demografía
En 2021, tenía 507 habitantes, una densidad poblacional de 185,2 hab./km², y 248 viviendas.